# توليد اللغات الطبيعية
توليد اللغات الطبيعية (بالإنجليزية: Natural language generation)‏ هي مهمة في معالجة اللغات الطبيعية توليد لغة طبيعية من نظام تمثيل خاص بالآلة مثل قواعد المعارف أو شكل منطقي. علماء اللغة النفسيون يفضلون مصطلح «إنتاج اللغة» عند اعتبار هذه النماذج تعبير عن التمثيلات العقلية.
يمكن تشبيه نظام NLG بمترجم يحول البيانات إلى تعبير بلغة طبيعية.  ولكن أساليب الإنتاج النهائي للغة تختلف عن المترجم بسبب وجود التعبيرية ضمنية في اللغات الطبيعية. لطالما تواجدت هذه النظم، لكن لم تصبح التكنولوجيا التجارية لتوليد اللغة الطبيعية" لم تصبح متاحة على نطاق واسع إلا في الآونة الأخيرة.
كما يمكن اعتبار هذا النظام عكس فهم اللغات الطبيعية. حين أنه في الفهم، يقوم بتحويل اللغة الطبيعية إلى شكل قابل للفهم من قبل الآلة، بينما في التوليد فيحول لغة الآلة إلى لغة قابلة للفهم من البشر.